# Charles d'Escorches de Sainte-Croix
Charles Marie Robert, comte d'Escorches de Sainte-Croix est un général de brigade français du Premier Empire, né le 20 novembre 1782 à Versailles et mort au combat le 11 octobre 1810 à Villafranca, au Portugal.

## Biographie
Charles Marie Robert d'Escorches de Sainte-Croix naît le 20 novembre 1782 à Versailles, au sein d'une famille de vieille noblesse. Son père, Marie Louis Henri d'Escorches de Sainte-Croix, sert comme maréchal de camp dans les armées de Louis XVI. En 1791, en pleine Révolution française, la famille émigre. Âgé de 12 ans, Charles s'engage avec son père dans l'« Armée des Princes » et fait ses premières armes en 1794 lors du siège de Menin, en Belgique. Il participe ensuite à la guerre de Vendée au cours de laquelle il reçoit deux blessures. Sous le Directoire, son père est nommé ambassadeur de France à Constantinople. Poussé par ses parents qui souhaitent également le voir faire carrière dans la diplomatie, Sainte-Croix entre comme fonctionnaire au ministère des Relations extérieures. En 1805, les nouvelles de la victorieuse campagne d'Allemagne éveillent en lui des ardeurs militaires. À la demande de Talleyrand, il rédige un rapport sur l'organisation des régiments étrangers en France sous l'Ancien Régime, à la suite de quoi il est enrôlé dans le 1er régiment étranger avec le grade de chef de bataillon.
La carrière militaire de Sainte-Croix manque cependant de finir brutalement devant une cour martiale. Répondant à une provocation, le jeune homme tue en duel le chef de bataillon de Mariolles, un cousin de l'impératrice Joséphine. Arrêté un temps, puis relâché, Sainte-Croix rejoint son régiment en Italie avant d'être nommé aide de camp du maréchal Masséna. Lors de la campagne d'Allemagne de 1809, il se signale à la bataille d'Essling, ce qui lui vaut d'être promu colonel le 5 mai 1809. Il rentre alors en grâce auprès de Napoléon qui l'attache à son état-major et le fait officier de la Légion d'honneur le 31 mai suivant. Blessé à Wagram, il est promu général de brigade le 21 juillet 1809 et est créé comte d'Empire.
Envoyé en Espagne en décembre 1809, il est tué au combat au Portugal, le 11 octobre 1810, lors d'une reconnaissance devant les lignes de Torres Vedras. Il avait 27 ans. Il était doué de qualités intellectuelles et militaires supérieures et Napoléon avait publiquement dit de lui : « Messieurs, c'est avec une pareille étoffe que je fais mes maréchaux ». Un boulet de canon ne permit pas la réalisation de cette prédiction.

## Titre
- Comte de l'Empire décret du 15 août 1809, lettres patentes du 14 février 1810)

## Armoiries
Écartelé, au premier et quatrième d'azur à deux étoiles en fasce d'argent; au deuxième de gueules au drapeau en barre d'or; au troisième de gueules au léopard d'or; sur le tout d'argent à la bande d'azur chargée de trois besans d'or; franc-quartier des comtes tirés de l'armée brochant sur le tout; pour livrée les couleurs de l'écu. 